# Безпечна (Уманський район)
Безпе́чна — село в Україні, в Жашківській міській громаді Уманського району Черкаської області. Розташоване на правому березі річки Конела (притока Гірського Тікичу) за 22 км на південь від міста Жашків та за 8 км від автошляху М05. Населення становить 433 особи.

## Історія
Згідно з переказами старожилів село Безпечна почало своє існування 700—800 років тому. Родючі землі, ліси, поля, вода приваблювали мешканців навколишніх слов'янських племен. В ті давні часи вся місцевість була покрита лісами. Село складалося з 20 сімей, а також попа і дяка. Жили ці люди там, де нині соколівський курятник. На той час у лісах водилось безліч різних диких звірів, які не давали спокою жителям села. Люди, рятуючись від звірів, почали шукати інше місце, безпечніше. Кілька сімей перебралося з рівнини в Сасів Яр, з глибокого яру якого навкруги все було добре видно. Згодом усі люди перейшли на нове місце — Сасів Яр. Люди вирішили, що тут їм буде безпечно. Від слова безпечно і походить назва села — Безпечна.
Наприкінці XV століття Уманщина належить польському магнату Конецпольському. До його володінь належить і Безпечна.
Жителі села Безпечної брали активну участь у боротьбі проти польських загарбників.
Пізніше жителі Безпечної брали активну участь у боротьбі селян проти польської шляхти. Влітку 1768 року через село проходив Максим Залізняк разом із своїм загоном на з'єднання із загоном Івана Гонти. Між Конелою та Соколівкою на полі відбулось об'єднання загонів в один, який пішов на здобуття Умані. Чимало мешканців села пішло разом із ним.
Унаслідок трьох поділів Польщі Правобережна Україна перейшла під владу Росії, але пани залишились польські, а гніт — феодальним і національним. Безпечна в той час належала пану Сусаліну.
Після приєднання Правобережної України до Росії село належало до Хижнянської волості Уманського повіту Київської губернії. На той час у селі були збудовані церковно-приходська школа, церква, корчма.
Безпечна переважно було селом бідняцьким, де землі у селян мало, а поміщик ще за кріпосного права завів «місячину». При цій формі експлуатації поміщик забирав землю в селян, а їм давав «місячне», тобто корм і паливо на місяць. Через те і після реформи земля залишалась у поміщика. Лише такі, як Майборода, Вакула, Ковальський мали землі по 10 десятин, через що їх називали куркулями.
У роки революції 1905—1907 років в селі селяни виступили проти поміщика. Було спалено скирти, воловні разом з волами. Пригнічені панською реакцією люди тікали з села. Особливо багато людей в ті роки виїхало до Америки.
У 1917—1920 роках влада постійно змінювалась. Остаточно радянська окупація ствердилась у січні 1921 року.
У 30-х роках, під час примусової колективізації, у селі створено багатогалузевий колгосп «Червоний плуготар». За цей час у селі було побудовано 2 корівники, 2 свинарники, конюшня, комора, клуб, 15 хат для колгоспників та інше.
Під час Голодомору 1932—1933 років, тільки за офіційними даними, від голоду померло 195 мешканців села.
В боях радянсько-німецької війни брало участь майже 200 жителів села, з них 50 загинули на фронтах війни, 49 вивезено до Німеччини на примусові роботи, 15 мирних жителів загинули під час окупації. Єврейське населення було знищено окупантами — живими закопані за селом біля лісу. У Конельському лісі розстріляно 1 500 чоловіків із Маньківського, Монастирищенського, Жашківського районів. За бойові заслуги було нагороджено орденами і медалями 180 чоловік.

## Населення

### Мова
Розподіл населення за рідною мовою за даними перепису 2001 року:
| Мова       | Кількість | Відсоток |
| ---------- | --------- | -------- |
| українська | 431       | 98.85%   |
| російська  | 5         | 1.15%    |
| Усього     | 436       | 100%     |

## Сучасність
На сьогодні у селі діють: 3 магазини, будинок культури, бібліотека, фельдшерсько-акушерський пункт, молитовний будинок, дворів — 251.

## Відомі люди
- Мацієвич Лев Степанович (1843—1915) — український бібліофіл, джерелознавець, історик, літературознавець.

## Галерея

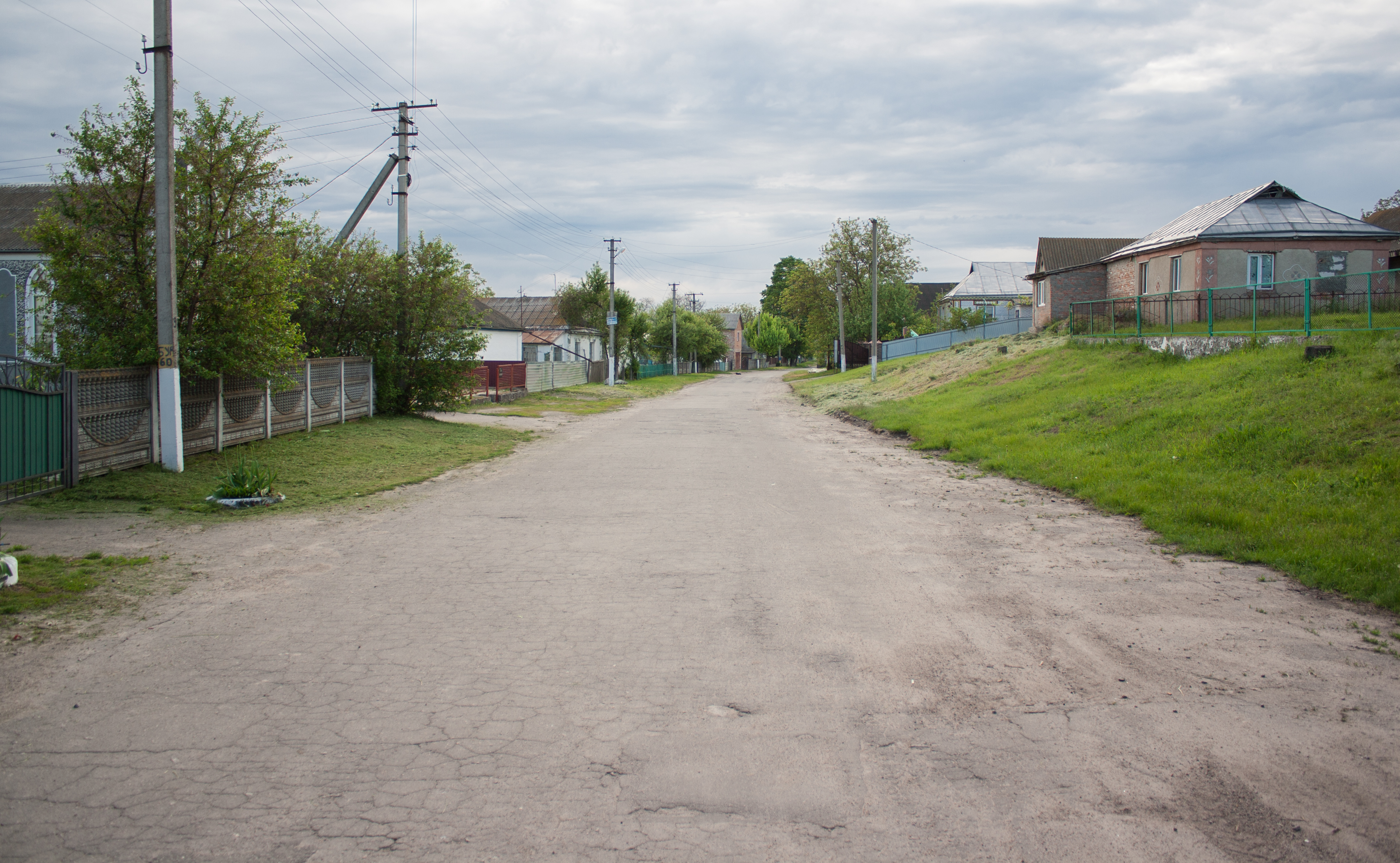
Вулиця Центральна
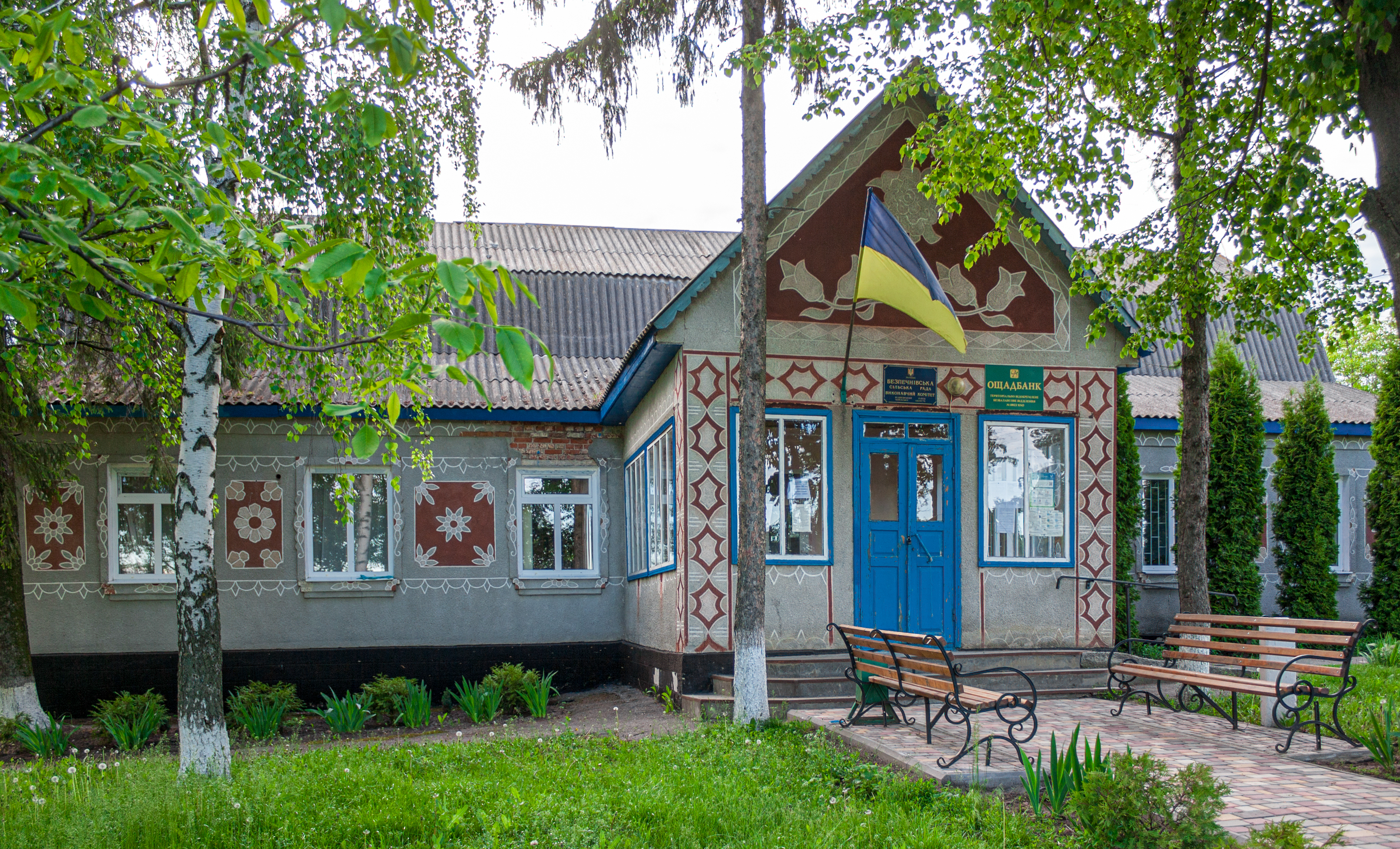
Сільрада
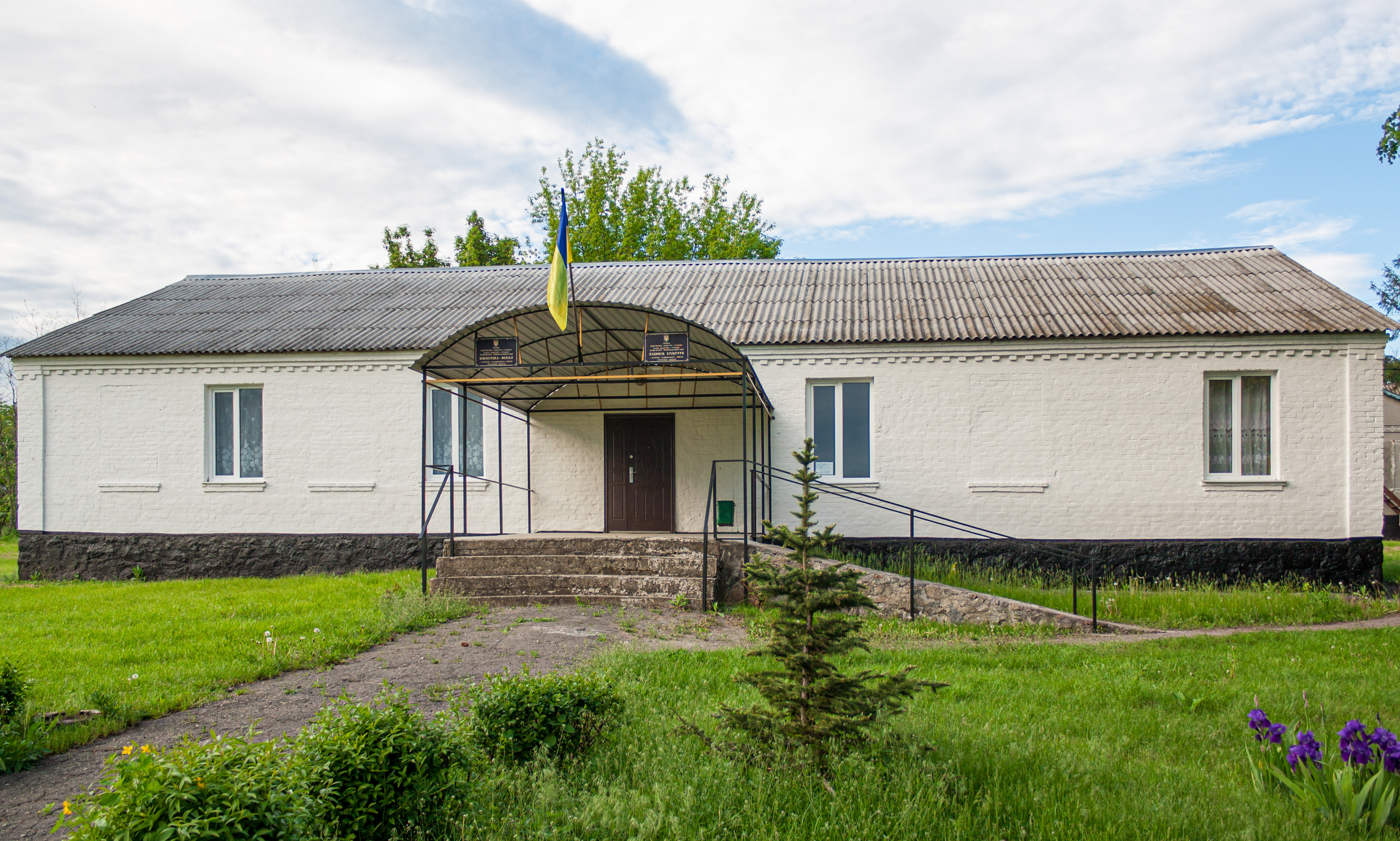
Будинок культури
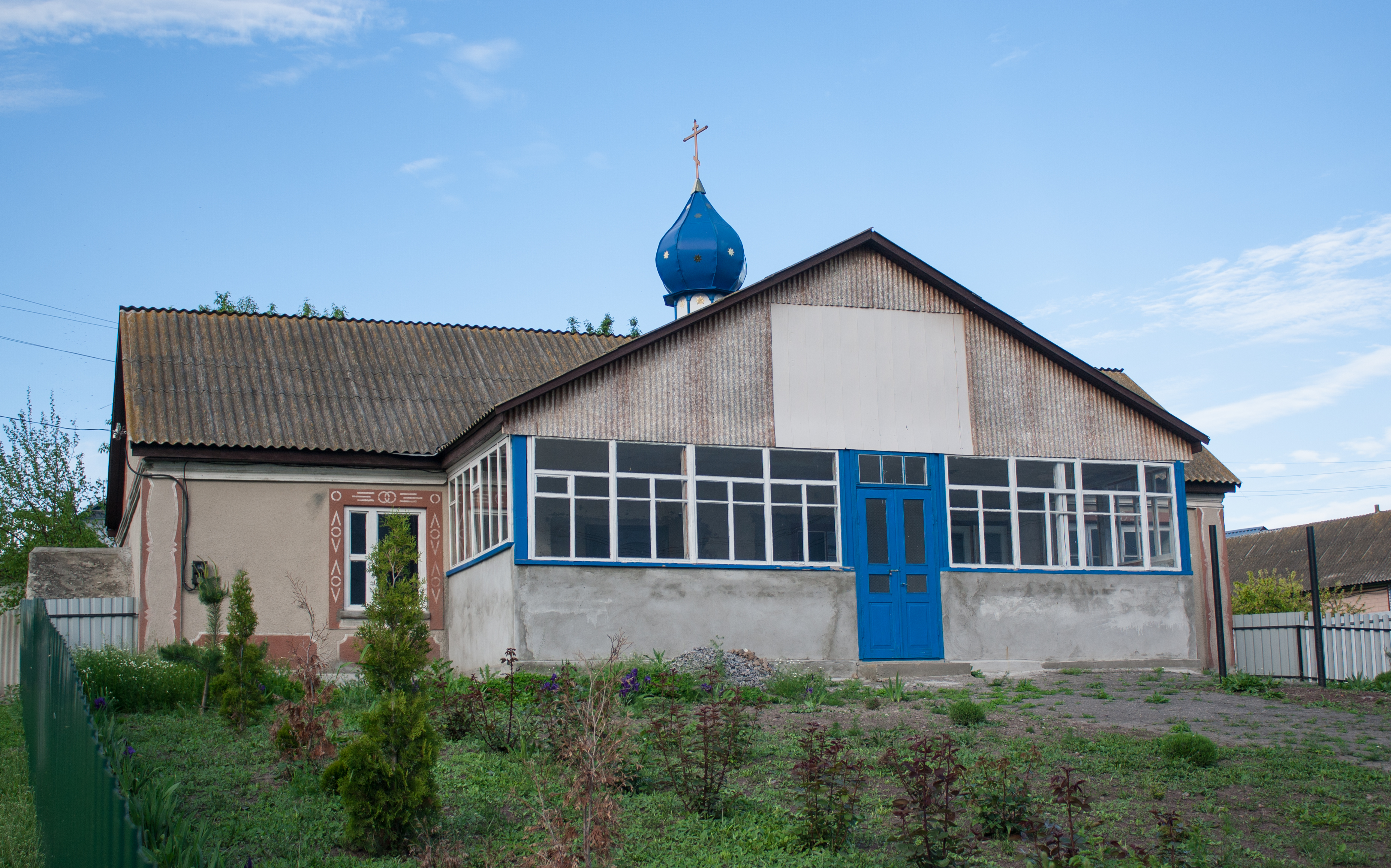
Церква
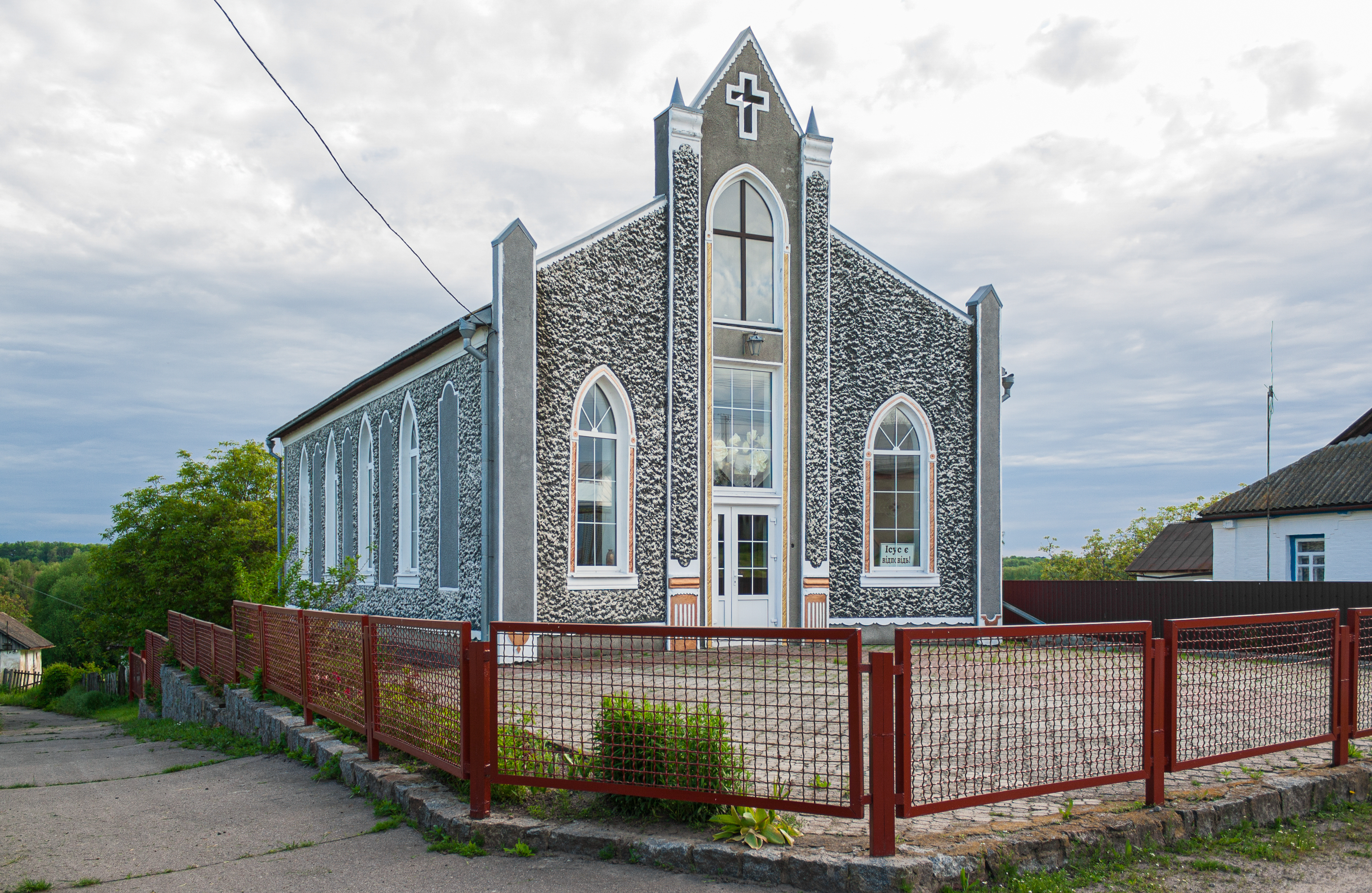
Дім молитви
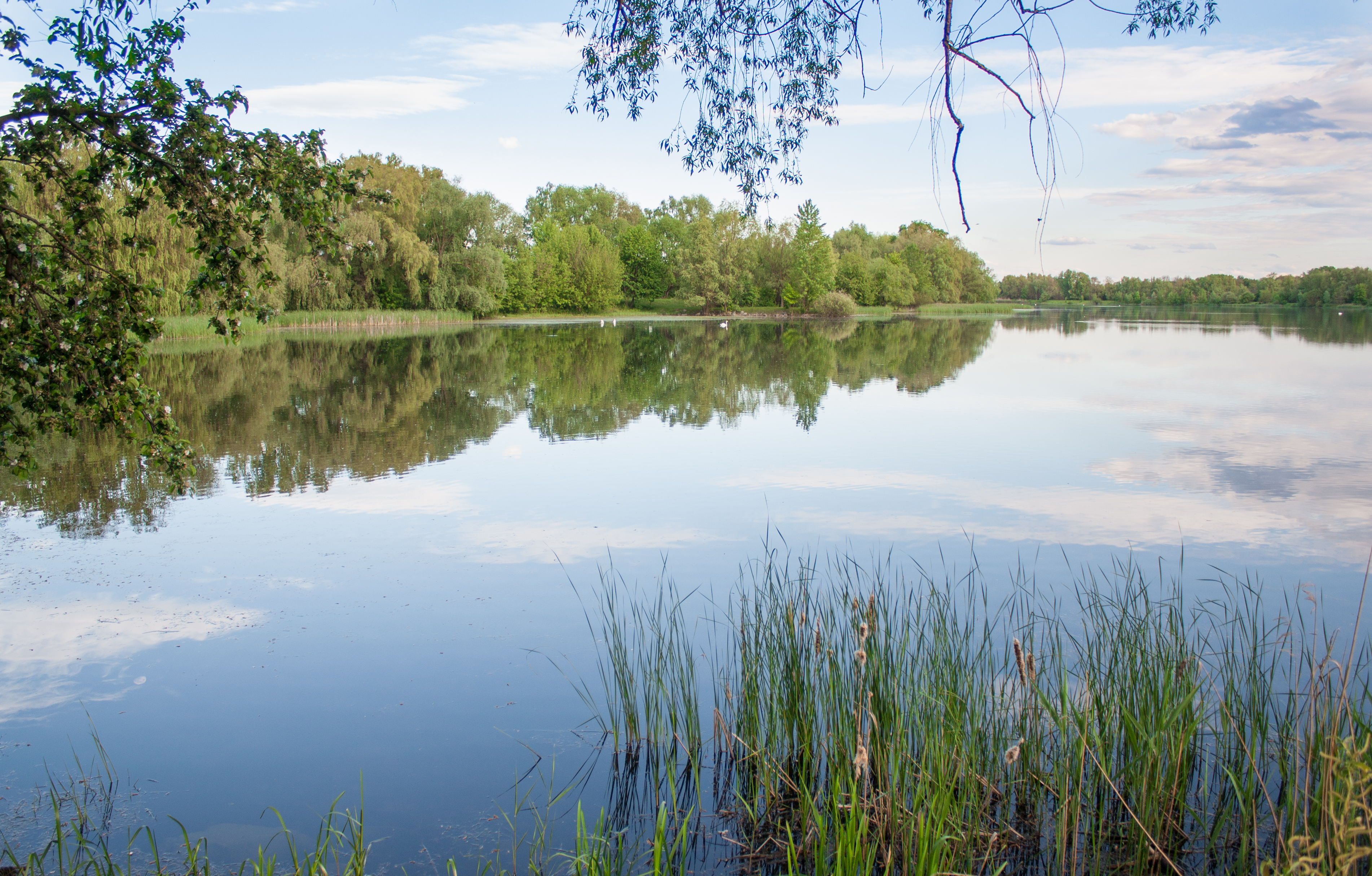
Ставок
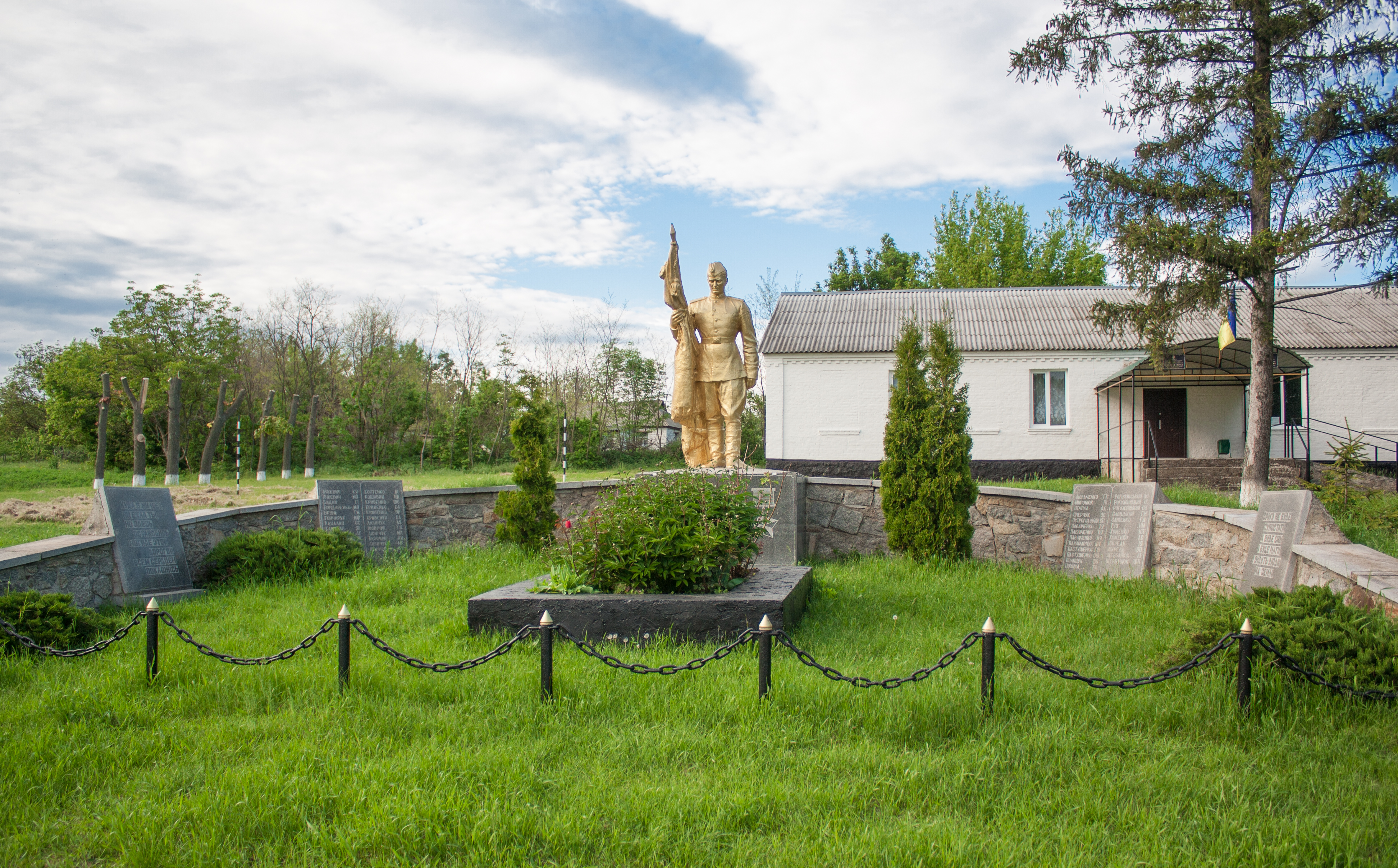
Братська могила радянських воїнів